# Lobelia subpubera
Lobelia subpubera là loài thực vật có hoa trong họ Hoa chuông. Loài này được Wedd. mô tả khoa học đầu tiên năm 1857.